# Copa de la Liga de Tercera División 1984
La Copa de la Liga de Tercera División de 1984 fue la segunda edición disputada de este torneo en España. Se jugó entre la segunda quincena del mes de mayo y el mes de junio de 1984 bajo la modalidad de eliminatoria directa a ida y vuelta. La participación bajó con respecto al año anterior y en este curso solo entraron en liza diecinueve equipos que durante aquella temporada competían en Tercera División. El ganador del torneo obtendría el derecho a participar en la Copa de la Liga de Primera División la temporada siguiente.
El ganador sería el Club Deportivo Tudelano que ya el año anterior había quedado subcampeón del torneo.

## Ronda Previa
Para esta primera ronda se dispusieron tres eliminatorias que se disputarían los días 6 y 13 de mayo de 1984
| Equipo local   | Equipo visitante | Ida   | Vuelta |
| -------------- | ---------------- | ----- | ------ |
| Rayo Cantabria | Real Unión       | 1 - 1 | 2 - 5  |
| Villarrobledo  | Yeclano CF       | 2 - 0 | 0 - 4  |
| Villanueva     | Sevilla Atlético | 2 - 1 | 0 - 4  |

## Fase Final
Con dieciséis equipos clasificados para los octavos de final los equipos se enfrentaron en tres eliminatorias entre finales de mayo y junio de 1984. A pesar de clasificarse para los cuartos de final, el Levante se retiró con anterioridad al sorteo por lo que el Arnedo accedió directamente a semifinales.
|  | Octavos de final        | Octavos de final        | Octavos de final        |                         |    | Cuartos de final         | Cuartos de final         | Cuartos de final         |  |  | Semifinales               | Semifinales               | Semifinales               |  |  | Final                     | Final                     | Final                     |
|  | 20 de mayo - 27 de mayo | 20 de mayo - 27 de mayo | 20 de mayo - 27 de mayo |                         |    | 3 de junio - 10 de junio | 3 de junio - 10 de junio | 3 de junio - 10 de junio |  |  | 16 de junio - 21 de junio | 16 de junio - 21 de junio | 16 de junio - 21 de junio |  |  | 26 de junio - 30 de junio | 26 de junio - 30 de junio | 26 de junio - 30 de junio |
|  |                         |                         |                         |                         |    |                          |                          |                          |  |  |                           |                           |                           |  |  |                           |                           |                           |
|  |                         |                         |                         |                         |    |                          |                          |                          |  |  |                           |                           |                           |  |  |                           |                           |                           |
|  |                         |                         |                         |                         |    |                          |                          |                          |  |  |                           |                           |                           |  |  |                           |                           |                           |
|  | CD Villanovense         | 1                       | 0                       |                         |    |                          |                          |                          |  |  |                           |                           |                           |  |  |                           |                           |                           |
|  | CD Villanovense         | 1                       | 0                       |                         |    |                          |                          |                          |  |  |                           |                           |                           |  |  |                           |                           |                           |
|  | Guadalajara             | 1                       | 1                       |                         |    |                          |                          |                          |  |  |                           |                           |                           |  |  |                           |                           |                           |
|  | Guadalajara             | 1                       | 1                       | Guadalajara (pr.+ pen.) | 3  | 2                        |                          |                          |  |  |                           |                           |                           |  |  |                           |                           |                           |
|  |                         |                         |                         |                         | 3  | 2                        |                          |                          |  |  |                           |                           |                           |  |  |                           |                           |                           |
|  |                         | Real Unión              | 2                       | 3                       |    |                          |                          |                          |  |  |                           |                           |                           |  |  |                           |                           |                           |
|  | Ferrerías               | Real Unión              | 2                       | 3                       | 2  | 0                        |                          |                          |  |  |                           |                           |                           |  |  |                           |                           |                           |
|  | Ferrerías               |                         |                         |                         | 2  | 0                        |                          |                          |  |  |                           |                           |                           |  |  |                           |                           |                           |
|  | Real Unión              | 0                       | 4                       |                         |    |                          |                          |                          |  |  |                           |                           |                           |  |  |                           |                           |                           |
|  | Real Unión              | 0                       | 4                       | Guadalajara             | 4  | 1                        |                          |                          |  |  |                           |                           |                           |  |  |                           |                           |                           |
|  |                         |                         |                         |                         | 4  | 1                        |                          |                          |  |  |                           |                           |                           |  |  |                           |                           |                           |
|  |                         | Yeclano CF              | 1                       | 6                       |    |                          |                          |                          |  |  |                           |                           |                           |  |  |                           |                           |                           |
|  | Güímar                  | Yeclano CF              | 1                       | 6                       | 7  | 0                        |                          |                          |  |  |                           |                           |                           |  |  |                           |                           |                           |
|  | Güímar                  |                         |                         |                         | 7  | 0                        |                          |                          |  |  |                           |                           |                           |  |  |                           |                           |                           |
|  | Maspalomas              | 1                       | 1                       |                         |    |                          |                          |                          |  |  |                           |                           |                           |  |  |                           |                           |                           |
|  | Maspalomas              | 1                       | 1                       | Güímar                  | 2  | 0                        |                          |                          |  |  |                           |                           |                           |  |  |                           |                           |                           |
|  |                         |                         |                         |                         | 2  | 0                        |                          |                          |  |  |                           |                           |                           |  |  |                           |                           |                           |
|  |                         | Yeclano CF              | 0                       | 4                       |    |                          |                          |                          |  |  |                           |                           |                           |  |  |                           |                           |                           |
|  | Yeclano CF              | Yeclano CF              | 0                       | 4                       | 7  | 2                        |                          |                          |  |  |                           |                           |                           |  |  |                           |                           |                           |
|  | Yeclano CF              |                         |                         |                         | 7  | 2                        |                          |                          |  |  |                           |                           |                           |  |  |                           |                           |                           |
|  | Noya                    | 1                       | 3                       |                         |    |                          |                          |                          |  |  |                           |                           |                           |  |  |                           |                           |                           |
|  | Noya                    | 1                       | 3                       | Yeclano CF              | 1  | 2                        |                          |                          |  |  |                           |                           |                           |  |  |                           |                           |                           |
|  |                         |                         |                         |                         | 1  | 2                        |                          |                          |  |  |                           |                           |                           |  |  |                           |                           |                           |
|  |                         | CD Tudelano             | 1                       | 4                       |    |                          |                          |                          |  |  |                           |                           |                           |  |  |                           |                           |                           |
|  | Extremadura             | CD Tudelano             | 1                       | 4                       | 1  | 0                        |                          |                          |  |  |                           |                           |                           |  |  |                           |                           |                           |
|  | Extremadura             |                         |                         |                         | 1  | 0                        |                          |                          |  |  |                           |                           |                           |  |  |                           |                           |                           |
|  | CD Orense               | 0                       | 2                       |                         |    |                          |                          |                          |  |  |                           |                           |                           |  |  |                           |                           |                           |
|  | CD Orense               | 0                       | 2                       | CD Orense               | 1  | 0                        |                          |                          |  |  |                           |                           |                           |  |  |                           |                           |                           |
|  |                         |                         |                         |                         | 1  | 0                        |                          |                          |  |  |                           |                           |                           |  |  |                           |                           |                           |
|  |                         | CD Tudelano             | 0                       | 2                       |    |                          |                          |                          |  |  |                           |                           |                           |  |  |                           |                           |                           |
|  | CD Tudelano             | CD Tudelano             | 0                       | 2                       | 4  | 0                        |                          |                          |  |  |                           |                           |                           |  |  |                           |                           |                           |
|  | CD Tudelano             |                         |                         |                         | 4  | 0                        |                          |                          |  |  |                           |                           |                           |  |  |                           |                           |                           |
|  | Sevilla Atlético        | 1                       | 0                       |                         |    |                          |                          |                          |  |  |                           |                           |                           |  |  |                           |                           |                           |
|  | Sevilla Atlético        | 1                       | 0                       | CD Tudelano             | 5  | 2                        |                          |                          |  |  |                           |                           |                           |  |  |                           |                           |                           |
|  |                         |                         |                         |                         | 5  | 2                        |                          |                          |  |  |                           |                           |                           |  |  |                           |                           |                           |
|  |                         | CD Arnedo               | 3                       | 0                       |    |                          |                          |                          |  |  |                           |                           |                           |  |  |                           |                           |                           |
|  | Onteniente              | CD Arnedo               | 3                       | 0                       | 4  | 0                        |                          |                          |  |  |                           |                           |                           |  |  |                           |                           |                           |
|  | Onteniente              |                         |                         |                         | 4  | 0                        |                          |                          |  |  |                           |                           |                           |  |  |                           |                           |                           |
|  | CD Arnedo               | 0                       | 5                       |                         |    |                          |                          |                          |  |  |                           |                           |                           |  |  |                           |                           |                           |
|  | CD Arnedo               | 0                       | 5                       | CD Arnedo               | NP | NP                       |                          |                          |  |  |                           |                           |                           |  |  |                           |                           |                           |
|  |                         |                         |                         |                         | NP | NP                       |                          |                          |  |  |                           |                           |                           |  |  |                           |                           |                           |
|  |                         | Levante                 | NP                      | NP                      |    |                          |                          |                          |  |  |                           |                           |                           |  |  |                           |                           |                           |
|  | Real Aranjuez           | Levante                 | NP                      | NP                      | 0  | 0                        |                          |                          |  |  |                           |                           |                           |  |  |                           |                           |                           |
|  | Real Aranjuez           |                         |                         |                         | 0  | 0                        |                          |                          |  |  |                           |                           |                           |  |  |                           |                           |                           |
|  | Levante                 | 1                       | 0                       |                         |    |                          |                          |                          |  |  |                           |                           |                           |  |  |                           |                           |                           |

|                         |
| Campeón                 |
| Club Deportivo Tudelano |
| 1.º título              |

| Predecesor: 1983 | Copa de la Liga 1984 | Sucesor: 1985 |

- Datos: Q5787713